# Crushed (Imagine Dragons)
Crusched è un singolo del gruppo musicale statunitense Imagine Dragons, pubblicato il 1º luglio 2022.
10 mesi dopo,il 10 maggio 2023, viene ripubblicato con anche il proprio video ufficiale, cercando di sensibilizzare la popolazione riguardo alla guerra in Ucraina.